# Alba Quintanilla
Alba Quintanilla (sinh ngày 11 tháng 7 năm 1944) là một nhà soạn nhạc, nghệ sĩ đàn hạc, nghệ sĩ đàn hạc, nghệ sĩ piano, nhạc trưởng và nhà sư phạm người Venezuela.
Quintanilla sinh ra ở Mérida, Mérida và lần đầu tiên học nhạc với bố mẹ. Sau đó, cô trúng tuyển tại Escuela de Música José Ángel Lamas, nơi cô học piano, đàn hạc, đàn hạc, sáng tác và dẫn truyền; những người hướng dẫn của cô ở đó bao gồm Vicente Emilio Sojo, Raimundo Pereira, Juan Bautista Plaza, Gonzalo Castellanos Yumar, Evencio Castellanos, Cecilia de Majo, Evelia Taborda, Lidya Venturini và Pablo Manelski. Cô cũng học sáng tác ở Warsaw và Mannheim. Quintanilla là người phụ nữ đầu tiên chỉ huy Dàn nhạc Giao hưởng Venezuela. Cô đã hoạt động như một nhà sư phạm trên khắp Venezuela, giảng dạy trong các nhạc viện và trường âm nhạc khác nhau. Từ năm 1985 đến năm 1990, bà là giám đốc của Escuela de Música Juan Manuel Olivares ở Caracas; cô cũng đã từng là giám đốc của nhạc viện ở Maracay. Là một nhà soạn nhạc, cô đã sản xuất một số cantatas và các tác phẩm thanh nhạc khác, cũng như nhạc thính phòng, tác phẩm piano và các bản hợp xướng. Âm nhạc của cô đã giành được một số giải thưởng và giải thưởng trong suốt sự nghiệp của mình.